# Jean Ricardou

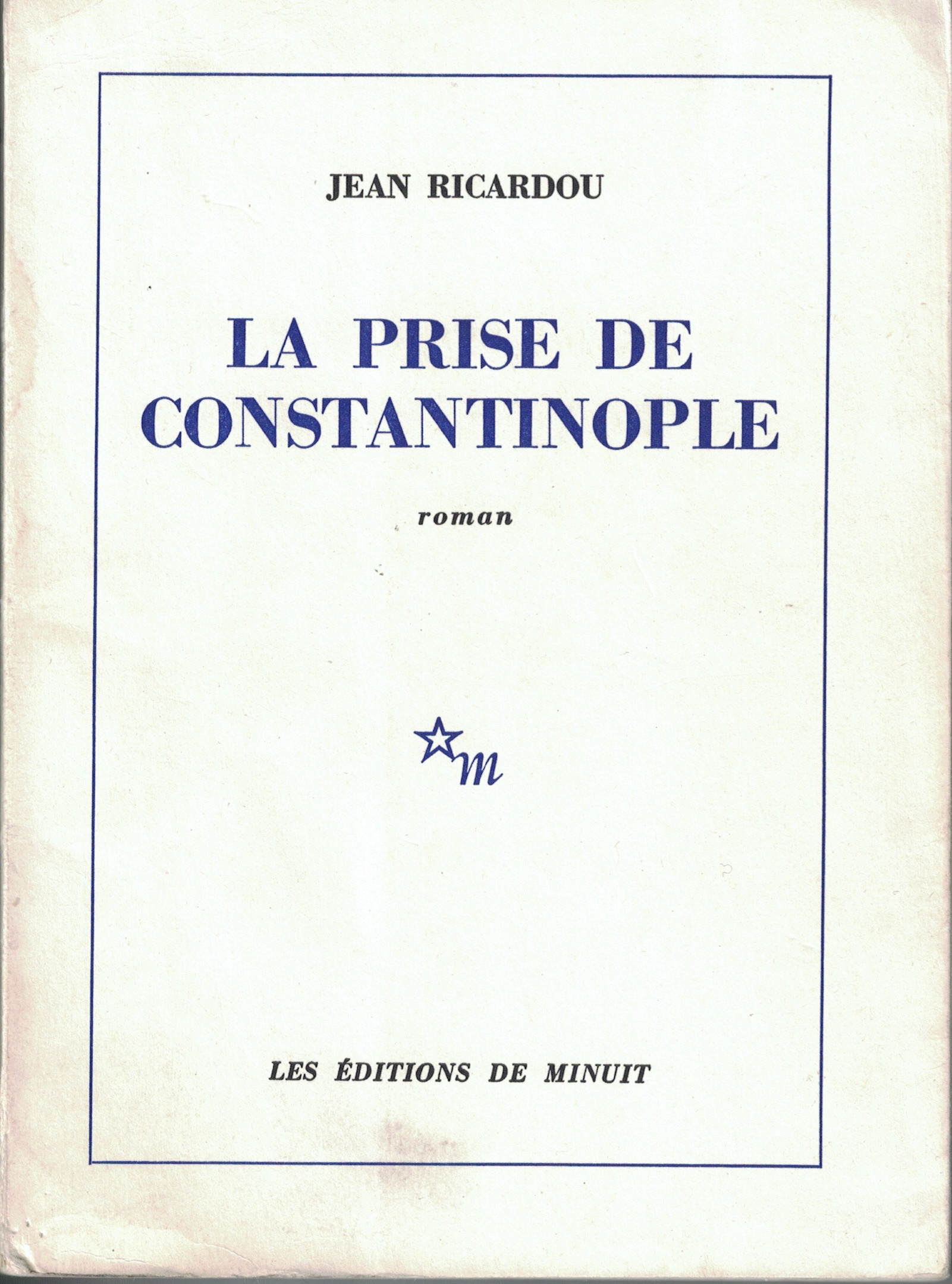
Portada del libro La Prise de Constantinople.

Jean Ricardou ( Cannes, 17 de junio de 1932 - 23 de julio de 2016 ) fue un escritor francés enmarcado en el movimiento literario del Nouveau roman y autor de novelas experimentales influidas por autores como Alain Robbe-Grillet, y de ensayos sobre novela y teatro, así como de crítica literaria. Fue colaborador de la revista Tel Quel desde 1962 hasta 1971. Ricardou llamaba textique a la disciplina en la que se inscriben sus escritos teóricos. Además de su labor teórica, fue académico y consejero del centro cultural internacional de Cerisy-la-Salle.

## Obras

### Novelas y cuentos
- L'observatoire de Cannes, Minuit, París, 1961, 202 p.
- La prise de Constantinople, Minuit, París, 1965, 272 p.
- Les lieux-dits, petit guide d'un voyage dans le livre, Gallimard, París, 1969, 162 p.
- Révolutions minuscules, Gallimard, col·lecció "Le chemin", París, 1971, 172 p.
- La cathédrale de Sens, Les Impressions Nouvelles, París, 1988, 208 p.

### Ensayos
- Problèmes du Nouveau Roman. Seuil, colección "Tel Quel", París, 1967, 210 p.
- Pour une théorie du Nouveau Roman. Seuil, colección "Tel Quel", París 1971, 270 p.
- Le Nouveau Roman. Seuil, colección "Ecrivains de toujours", París, 1973, 190 p.
- Nouveaux problèmes du roman. Seuil, colección "Poétique", París, 1978, 360 p.
- Une maladie chronique. Les Impressions Nouvelles, París, 1989, 90 p.